# Огонёк (Краснодарский край)
Огонёк — хутор в Усть-Лабинском районе Краснодарского края России.
Входит в состав Некрасовского сельского поселения.

## География
Хутор находится на правом берегу реки Лаба, в 1 км от места впадения её в Кубань, у южных границ города Усть-Лабинск, административного центра района.

## Население
| 2002 | 2010 |
| ---- | ---- |
| 20   | ↘18  |

## Улицы
- ул. Лабинская,
- пер. Лабинский,
- ул. Полевая[5].